# Campionati del mondo di atletica leggera 1995 - 100 metri piani maschili
La gara dei 100 metri piani maschili dei campionati del mondo di atletica leggera 1995  si è svolta tra il 5 ed il 6 agosto nello stadio Ullevi di Göteborg, in Svezia.

## Podio
| Pos.    | Atleta         | Nazionalità       | Tempo |
| ------- | -------------- | ----------------- | ----- |
| Oro     | Donovan Bailey | Canada            | 9"97  |
| Argento | Bruny Surin    | Canada            | 10"03 |
| Bronzo  | Ato Boldon     | Trinidad e Tobago | 10"03 |

## Situazione pre-gara

### Record
Prima di questa competizione, il record del mondo, il record europeo e il record dei campionati erano i seguenti.
| Record                | Prestazione | Atleta                    | Data                            | Competizione  |
| --------------------- | ----------- | ------------------------- | ------------------------------- | ------------- |
| Record mondiale       | 9"85        | Leroy Burrell Stati Uniti | 6 luglio 1994 Losanna, Svizzera | Athletissima  |
| Record europeo        | 9"85        | Leroy Burrell Stati Uniti | 6 luglio 1994 Losanna, Svizzera | Athletissima  |
| Record dei campionati | 9"86        | Carl Lewis Stati Uniti    | 25 agosto 1991 Roma, Italia     | Mondiali 1991 |

### Campione in carica
La campionessa in carica a livello europeo era:
| Campione | Atleta                         | Prestazione | Data e luogo                          | Competizione  |
| -------- | ------------------------------ | ----------- | ------------------------------------- | ------------- |
| Europeo  | Linford Christie Gran Bretagna | 9"87        | 15 settembre 1993 Stoccarda, Germania | Mondiali 1993 |

### La stagione
Prima di questa gara, le atlete con le migliori tre prestazioni europee dell'anno erano:
| Pos. | Atleta                        | Prestazione | Data e luogo                    |
| ---- | ----------------------------- | ----------- | ------------------------------- |
| 1    | Donovan Bailey Canada         | 9"91        | 15 luglio 1995 Montréal, Canada |
| 2    | Bruny Surin Trinidad e Tobago | 9"97        | 15 luglio 1995 Montréal, Canada |
| 3    | Deji Aliu Nigeria             | 10"02       | 18 marzo 1995 Bauchi, Nigeria   |

## Risultati

### Batterie
Accedono al turno successivo i primi tre atleti di ogni batteria (Q) più i quattro migliori atleti tra gli esclusi (q).

#### Batteria 1
| Pos | Corsia | Atleta             | Nazionalità     | Tempo | Note |
| --- | ------ | ------------------ | --------------- | ----- | ---- |
| 1   |        | Deji Aliu          | Nigeria         | 10"20 | Q    |
| 2   |        | Darren Braithwaite | Regno Unito     | 10"25 | Q    |
| 3   |        | Edson Ribeiro      | Brasile         | 10"37 | Q    |
| 4   |        | Yiannis Zisimides  | Cipro           | 10"53 |      |
| 5   |        | Vitaly Medvedev    | Kazakistan      | 10"54 |      |
| 6   |        | Nigel Jones        | Grenada         | 10"88 |      |
| 7   |        | Alberto Mendes     | Rep. Dominicana | 10"92 |      |
| 8   |        | Toluta'u Koula     | Tonga           | 10"98 |      |

#### Batteria 2
| Pos | Corsia | Atleta             | Nazionalità | Tempo | Note |
| --- | ------ | ------------------ | ----------- | ----- | ---- |
| 1   |        | Frankie Fredericks | Namibia     | 10"18 | Q    |
| 2   |        | Andrey Grigoryev   | Russia      | 10"24 | Q    |
| 3   |        | Obadele Thompson   | Barbados    | 10"27 | Q    |
| 4   |        | Ousmane Diarra     | Mali        | 10"38 | q    |
| 5   |        | Benjamin Sirimou   | Camerun     | 10"51 |      |
| 6   |        | Franck Amegnigan   | Togo        | 10"81 |      |
| 7   |        | Abdulaziz Mattar   | Bahrein     | 10"93 |      |
| 8   |        | Ahmed Shageef      | Maldive     | 11"46 |      |

#### Batteria 3
| Pos | Corsia | Atleta          | Nazionalità | Tempo | Note |
| --- | ------ | --------------- | ----------- | ----- | ---- |
| 1   |        | Donovan Bailey  | Canada      | 10"13 | Q    |
| 2   |        | Maurice Greene  | Stati Uniti | 10"26 | Q    |
| 3   |        | Paul Henderson  | Australia   | 10"35 | Q    |
| 4   |        | Oleh Kramarenko | Ucraina     | 10"46 | q    |
| 5   |        | Daniel Cojocaru | Romania     | 10"67 |      |
| 6   |        | Azmi Ibrahim    | Malaysia    | 10"76 |      |
| 7   |        | Tesfaye Jenbere | Etiopia     | 11"20 |      |

#### Batteria 4
| Pos | Corsia | Atleta             | Nazionalità         | Tempo | Note |
| --- | ------ | ------------------ | ------------------- | ----- | ---- |
| 1   |        | Michael Green      | Giamaica            | 10"20 | Q    |
| 2   |        | Augustine Nketia   | Nuova Zelanda       | 10"24 | Q    |
| 3   |        | Jason John         | Regno Unito         | 10"25 | Q    |
| 4   |        | Lars Hedner        | Svezia              | 10"43 | q    |
| 5   |        | Sanusi Turay       | Sierra Leone        | 10"43 | q    |
| 6   |        | Alexandros Terzian | Grecia              | 10"47 |      |
| 7   |        | Matarr N'Jie       | Gambia              | 11"05 |      |
| 8   |        | Odair Da Costa     | São Tomé e Príncipe | 11"19 |      |

#### Batteria 5
| Pos | Corsia | Atleta           | Nazionalità       | Tempo | Note |
| --- | ------ | ---------------- | ----------------- | ----- | ---- |
| 1   |        | Ato Boldon       | Trinidad e Tobago | 10"24 | Q    |
| 2   |        | Peter Karlsson   | Svezia            | 10"35 | Q    |
| 3   |        | Glenroy Gilbert  | Canada            | 10"36 | Q    |
| 4   |        | Jaime Barragan   | Messico           | 10"53 |      |
| 5   |        | Jorge Aguilera   | Cuba              | 10"58 |      |
| 6   |        | Frutos Feo       | Spagna            | 10"59 |      |
| 7   |        | Ricky Canon      | Nauru             | 11"51 |      |
| 8   |        | Tururangi Tarapu | Isole Cook        | 11"85 |      |

#### Batteria 6
| Pos | Corsia | Atleta             | Nazionalità        | Tempo | Note |
| --- | ------ | ------------------ | ------------------ | ----- | ---- |
| 1   |        | Bruny Surin        | Canada             | 10"24 | Q    |
| 2   |        | Ray Stewart        | Giamaica           | 10"27 | Q    |
| 3   |        | Ibrahim Meité      | Costa d'Avorio     | 10"40 | Q    |
| 4   |        | Satoru Inoue       | Giappone           | 10"56 |      |
| 5   |        | Aleksey Chikhachov | Ucraina            | 10"56 |      |
| 6   |        | Peter Pulu         | Papua Nuova Guinea | 10"68 |      |
| 7   |        | Lin Wei            | Cina               | 10"68 |      |
| 8   |        | Ahmed Al-Moamari   | Oman               | 10"94 |      |

#### Batteria 7
| Pos     | Corsia           | Atleta                 | Nazionalità | Tempo | Note |
| ------- | ---------------- | ---------------------- | ----------- | ----- | ---- |
| 1 \|\|} | Emmanuel Tuffour | Ghana                  | 10"24       | Q     |      |
| 2       |                  | Alexandros Alexopoulos | Grecia      | 10"35 | Q    |
| 3       |                  | Vitaliy Savin          | Kazakistan  | 10"49 | Q    |
| 4       |                  | Claus Hirsbro          | Danimarca   | 10"52 |      |
| 5       |                  | Dmitriy Vanyaikin      | Ucraina     | 10"62 |      |
| 6       |                  | Garfield Gill          | Barbados    | 10"90 |      |
| 7       |                  | Albert Juan            | Guam        | 11"56 |      |
| 8       |                  | Darren Tuitt           | Montserrat  | 11"67 |      |

#### Batteria 8
| Pos | Corsia | Atleta                  | Nazionalità | Tempo | Note |
| --- | ------ | ----------------------- | ----------- | ----- | ---- |
| 1   |        | Linford Christie        | Regno Unito | 10"26 | Q    |
| 2   |        | Marc Blume              | Germania    | 10"39 | Q    |
| 3   |        | Aleksandr Porkhomovskiy | Russia      | 10"44 | Q    |
| 4   |        | Matias Ghansah          | Svezia      | 10"49 |      |
| 5   |        | Reşat Oğuz              | Turchia     | 10"65 |      |
| 6   |        | Fabian Muyaba           | Zimbabwe    | 10"67 |      |
| 7   |        | Patrick Mocci Raoumbe   | Gabon       | 10"73 |      |

#### Batteria 9
| Pos | Corsia | Atleta           | Nazionalità       | Tempo | Note |
| --- | ------ | ---------------- | ----------------- | ----- | ---- |
| 1   |        | Damien Marsh     | Australia         | 10"28 | Q    |
| 2   |        | Olapade Adeniken | Nigeria           | 10"30 | Q    |
| 3   |        | Renward Wells    | Bahamas           | 10"33 | Q    |
| 4   |        | Leonardo Prevost | Cuba              | 10"60 |      |
| 5   |        | Patrick Delice   | Trinidad e Tobago | 10"69 |      |
| 6   |        | Kfir Golan       | Israele           | 10"71 |      |
| 7   |        | Bimal Tarafdar   | Bangladesh        | 10"90 |      |

#### Batteria 10
| Pos | Corsia | Atleta              | Nazionalità   | Tempo | Note |
| --- | ------ | ------------------- | ------------- | ----- | ---- |
| 1   |        | Chen Wenzhong       | Cina          | 10"37 | Q    |
| 2   |        | Robson da Silva     | Brasile       | 10"37 | Q    |
| 3   |        | Shane Naylor        | Australia     | 10"45 | Q    |
| 4   |        | Fernando Ramírez    | Norvegia      | 10"53 |      |
| 5   |        | Hsin-Ping Huang     | Taipei cinese | 10"66 |      |
| 6   |        | Vladislav Chernobay | Kirghizistan  | 11"00 |      |
| —   |        | Davidson Ezinwa     | Nigeria       | dns   |      |

#### Batteria 11
| Pos | Corsia | Atleta                | Nazionalità         | Tempo | Note |
| --- | ------ | --------------------- | ------------------- | ----- | ---- |
| 1   |        | Joel Isasi            | Cuba                | 10"44 | Q    |
| 2   |        | Stefan Burkart        | Svizzera            | 10"61 | Q    |
| 3   |        | Yoshitaka Ito         | Giappone            | 10"62 | Q    |
| 4   |        | Sidnei de Souza       | Brasile             | 10"63 |      |
| 5   |        | Kurvin Wallace        | Saint Kitts e Nevis | 10"82 |      |
| 6   |        | Francisco Obama Afang | Guinea Equatoriale  | 11"82 |      |
| —   |        | Dennis Mitchell       | Stati Uniti         | dnf   |      |

#### Batteria 12
| Pos | Corsia | Atleta               | Nazionalità       | Tempo | Note |
| --- | ------ | -------------------- | ----------------- | ----- | ---- |
| 1   |        | Michael Marsh        | Stati Uniti       | 10"27 | Q    |
| 2   |        | Patrick Stevens      | Belgio            | 10"42 | Q    |
| 3   |        | Anninos Markoullides | Cipro             | 10"43 | Q    |
| 4   |        | Chintake De Zoysa    | Sri Lanka         | 10"60 |      |
| 5   |        | Miguel Janssen       | Aruba             | 10"73 |      |
| 6   |        | Alvin Daniel         | Trinidad e Tobago | 10"81 |      |
| 7   |        | Giang Cu Thanh       | Vietnam           | 11"18 |      |
| —   |        | Hassan Illiassou     | Niger             | dns   |      |

### Quarti di finale
Accedono alle semifinali i primi tre atleti di ogni quarto (Q) più il miglior atleta degli esclusi (q).

#### Quarto di finale 1
| Pos | Corsia | Atleta                 | Nazionalità    | Tempo | Note |
| --- | ------ | ---------------------- | -------------- | ----- | ---- |
| 1   |        | Donovan Bailey         | Canada         | 10"18 | Q    |
| 2   |        | Damien Marsh           | Australia      | 10"25 | Q    |
| 3   |        | Robson da Silva        | Brasile        | 10"29 | Q    |
| 4   |        | Alexandros Alexopoulos | Grecia         | 10"29 |      |
| 5   |        | Chen Wenzhong          | Cina           | 10"32 |      |
| 6   |        | Anninos Markoullides   | Cipro          | 10"41 |      |
| 7   |        | Ibrahim Meité          | Costa d'Avorio | 10"50 |      |
| 8   |        | Sanusi Turay           | Sierra Leone   | 10"55 |      |

#### Quarto di finale 2
| Pos | Corsia | Atleta           | Nazionalità | Tempo | Note |
| --- | ------ | ---------------- | ----------- | ----- | ---- |
| 1   |        | Linford Christie | Regno Unito | 10"15 | Q    |
| 2   |        | Ray Stewart      | Giamaica    | 10"24 | Q    |
| 3   |        | Andrey Grigoryev | Russia      | 10"27 | Q    |
| 4   |        | Paul Henderson   | Australia   | 10"34 |      |
| 5   |        | Deji Aliu        | Nigeria     | 10"36 |      |
| 6   |        | Lars Hedner      | Svezia      | 10"41 |      |
| 7   |        | Patrick Stevens  | Belgio      | 10"42 |      |
| 8   |        | Vitaliy Savin    | Kazakistan  | 10"47 |      |

#### Quarto di finale 3
| Pos | Corsia | Atleta                  | Nazionalità   | Tempo | Note |
| --- | ------ | ----------------------- | ------------- | ----- | ---- |
| 1   |        | Olapade Adeniken        | Nigeria       | 10"23 | Q    |
| 2   |        | Michael Green           | Giamaica      | 10"26 | Q    |
| 3   |        | Augustine Nketia        | Nuova Zelanda | 10"28 | Q    |
| 4   |        | Emmanuel Tuffour        | Ghana         | 10"29 |      |
| 5   |        | Jason John              | Regno Unito   | 10"39 |      |
| 6   |        | Aleksandr Porkhomovskiy | Russia        | 10"52 |      |
| 7   |        | Ousmane Diarra          | Mali          | 10"54 |      |
| 8   |        | Stefan Burkart          | Svizzera      | 10"69 |      |

#### Quarto di finale 4
| Pos | Corsia | Atleta             | Nazionalità | Tempo | Note |
| --- | ------ | ------------------ | ----------- | ----- | ---- |
| 1   |        | Michael Marsh      | Stati Uniti | 10"03 | Q    |
| 2   |        | Frankie Fredericks | Namibia     | 10"09 | Q    |
| 3   |        | Joel Isasi         | Cuba        | 10"22 | Q    |
| 4   |        | Edson Ribeiro      | Brasile     | 10"29 |      |
| 5   |        | Peter Karlsson     | Svezia      | 10"39 |      |
| 6   |        | Oleh Kramarenko    | Ucraina     | 10"40 |      |
| 7   |        | Marc Blume         | Germania    | 10"40 |      |
| 8   |        | Glenroy Gilbert    | Canada      | 10"41 |      |

#### Quarto di finale 5
| Pos | Corsia | Atleta             | Nazionalità       | Tempo | Note |
| --- | ------ | ------------------ | ----------------- | ----- | ---- |
| 1   |        | Ato Boldon         | Trinidad e Tobago | 10"04 | Q    |
| 2   |        | Bruny Surin        | Canada            | 10"14 | Q    |
| 3   |        | Renward Wells      | Bahamas           | 10"18 | Q    |
| 4   |        | Darren Braithwaite | Regno Unito       | 10"23 | q    |
| 5   |        | Obadele Thompson   | Barbados          | 10"30 |      |
| 6   |        | Maurice Greene     | Stati Uniti       | 10"35 |      |
| 7   |        | Yoshitaka Ito      | Giappone          | 10"48 |      |
| 8   |        | Shane Naylor       | Australia         | 10"49 |      |

### Semifinali
Accedono alla finale i primi quattro di ogni semifinale (Q).

#### Semifinale 1
| Pos | Corsia | Atleta             | Nazionalità       | Tempo | Note |
| --- | ------ | ------------------ | ----------------- | ----- | ---- |
| 1   |        | Bruny Surin        | Canada            | 10"03 | Q    |
| 2   |        | Ato Boldon         | Trinidad e Tobago | 10"10 | Q    |
| 3   |        | Frankie Fredericks | Namibia           | 10"10 | Q    |
| 4   |        | Linford Christie   | Regno Unito       | 10"12 | Q    |
| 5   |        | Robson da Silva    | Brasile           | 10"20 |      |
| 6   |        | Renward Wells      | Bahamas           | 10"27 |      |
| 7   |        | Michael Green      | Giamaica          | 10"30 |      |
| 8   |        | Augustine Nketia   | Nuova Zelanda     | 10"45 |      |

#### Semifinale 2
| Pos | Corsia | Atleta             | Nazionalità | Tempo | Note |
| --- | ------ | ------------------ | ----------- | ----- | ---- |
| 1   |        | Donovan Bailey     | Canada      | 10"04 | Q    |
| 2   |        | Michael Marsh      | Stati Uniti | 10"08 | Q    |
| 3   |        | Olapade Adeniken   | Nigeria     | 10"16 | Q    |
| 4   |        | Ray Stewart        | Giamaica    | 10"17 | Q    |
| 5   |        | Damien Marsh       | Australia   | 10"20 |      |
| 6   |        | Joel Isasi         | Cuba        | 10"22 |      |
| 7   |        | Darren Braithwaite | Regno Unito | 10"28 |      |
| 8   |        | Andrey Grigoryev   | Russia      | 10"30 |      |

### Finale
| Pos     | Corsia | Atleta             | Nazionalità       | Tempo | Note |
| ------- | ------ | ------------------ | ----------------- | ----- | ---- |
| Oro     |        | Donovan Bailey     | Canada            | 9"97  |      |
| Argento |        | Bruny Surin        | Canada            | 10"03 |      |
| Bronzo  |        | Ato Boldon         | Trinidad e Tobago | 10"03 |      |
| 4       |        | Frankie Fredericks | Namibia           | 10"07 |      |
| 5       |        | Michael Marsh      | Stati Uniti       | 10"10 |      |
| 6       |        | Linford Christie   | Regno Unito       | 10"12 |      |
| 7       |        | Olapade Adeniken   | Nigeria           | 10"20 |      |
| 8       |        | Ray Stewart        | Giamaica          | 10"29 |      |